# Crotalaria peduncularis
Genre
Synonymes
- Crotalaria elegans Bedd[1].
- Crotalaria elegans hort. ex DC.[2]

Crotalaria peduncularis est une espèce de plantes à fleurs de la famille des Fabacées. C'est une plante herbacée trouvée en Inde.

## Publication originale
- Graham ex Wight & Arn. Prodr. Fl. Ind. Orient. page 186, 1834.